# Verbascum alyssifolium
Verbascum alyssifolium är en flenörtsväxtart som beskrevs av Pierre Edmond Boissier. Verbascum alyssifolium ingår i släktet kungsljus, och familjen flenörtsväxter. Inga underarter finns listade i Catalogue of Life.